# ファイヤープロレスリング3 Legend Bout
『ファイヤープロレスリング3 LegendBout』（-レジェンド・バウト、Fire Pro Wrestling 3 LegendBout）は、1992年11月13日に日本のヒューマンから発売されたPCエンジン用プロレスゲーム。
同社の『ファイヤープロレスリングシリーズ』第3作目（他機種版含め通算5作目）である。前作『ファイヤープロレスリング2nd BOUT』（1991年）
より約1年3ヶ月振り、他機種版も含めるとメガドライブ用ソフト『サンダープロレスリング列伝』（1992年）以来約8ヶ月振りとなる新作となった。登場レスラーは前作の16名から32名と2倍になった他、レスラーのエディットモードが搭載された。
開発はヒューマンが行い、ゲーム・デザインはPCエンジン用ソフト『フォーメーションサッカーヒューマンカップ‘90』（1990年）を手掛けた浅古大輔が担当、タイトル・デザインはPCエンジン用ソフト『F1トリプルバトル』（1989年）や『バスティール』（1990年）を手掛けた小野崎武が担当している。
2008年にWii用ソフトとしてバーチャルコンソールにて配信された。

## ゲーム内容
登場レスラー数は全28名（+隠しレスラー4名）と前作より大幅に増加しており、前作までと同様にすべて実在のプロレスラーをモデルとしている。
前作からシステム面で大きな変更はされていないが、エディットレスラーモードが追加され、最大4名までオリジナルのレスラーが作成できるようになった他、隠しモードの追加、またPCエンジン版では初となるリーグ戦が追加、さらにダウン中の関節技に上半身、下半身の区別が追加された。その他、イリミネーションマッチに軍団要素が追加された。
本作が正式なファイヤープロレスリングシリーズとしてはPCエンジン用ソフトで最後の作品となった。

## 登場レスラー
| 名前                 | ニックネーム   | 生年月日       | 身長  | 体重  | 出身国   | モデルレスラー           |
| -------------------- | -------------- | -------------- | ----- | ----- | -------- | ------------------------ |
| ビクトリー・武蔵     | 闘いの伝説     | 1948年3月7日   | 186cm | 105kg | 日本     | アントニオ猪木           |
| ファイター大和       | 不屈の飛龍     | 1953年5月18日  | 184cm | 105kg | 日本     | 藤波辰爾                 |
| ハリケーン・力丸     | 最後の志士     | 1951年6月7日   | 185cm | 110kg | 日本     | 長州力                   |
| 旗本真也             | 破壊大王       | 1965年12月5日  | 183cm | 136kg | 日本     | 橋本真也                 |
| スーパー・カイザー   | 時の皇帝       | 不明           | 170cm | 95kg  | 不明     | 獣神サンダー・ライガー   |
| ダイナミック・ビリー | 猛爆野郎       | 1959年4月24日  | 178cm | 105kg | イギリス | ダイナマイト・キッド     |
| 洸野将洋             | 狂乱の獅子王   | 1964年3月15日  | 187cm | 114kg | 日本     | 蝶野正洋                 |
| 伊達弘               | 華麗な流星     | 1962年9月11日  | 182cm | 102kg | 日本     | 馳浩                     |
| 冴刃明               | 世界の格闘王   | 1957年9月4日   | 190cm | 110kg | 日本     | 前田日明                 |
| グレート・パンサー   | 夢幻のヒーロー | 不明           | 177cm | 98kg  | 不明     | スーパー・タイガー       |
| 梶原丈               | 関節技の闘神   | 1950年6月24日  | 182cm | 103kg | 日本     | 藤原喜明                 |
| 飛垣誠               | 若き闘将       | 1968年9月12日  | 181cm | 100kg | 日本     | 船木誠勝                 |
| 真田延久             | 戦乱の荒武者   | 1960年12月23日 | 188cm | 112kg | 日本     | 高田延彦                 |
| 山本和輝             | 熱き蹴撃手     | 1960年3月21日  | 185cm | 102kg | 日本     | 山崎一夫                 |
| トミー・ボンバー     | パワフル爆弾   | 1954年7月15日  | 193cm | 113kg | 日本     | ジャンボ鶴田             |
| 多神朗               | 未完のプリンス | 1960年8月23日  | 189cm | 118kg | 日本     | 田上明                   |
| 氷川光秀             | 挑時代戦士     | 1961年10月3日  | 185cm | 110kg | 日本     | 三沢光晴                 |
| 風魔利家             | 燃える闘士     | 1962年5月14日  | 181cm | 103kg | 日本     | 川田利明                 |
| テディ・ゴーリー     | 人間核弾頭     | 1960年9月21日  | 198cm | 142kg | アメリカ | テリー・ゴディ           |
| スティル・ジェームス | 冷酷医師       | 1959年4月6日   | 189cm | 134kg | アメリカ | スティーブ・ウィリアムス |
| スター・バイソン     | リングの猛牛   | 1948年2月29日  | 200cm | 150kg | アメリカ | スタン・ハンセン         |
| B・G・ブル           | 知性派の怪物   | 1951年5月27日  | 201cm | 145kg | アメリカ | ブルーザー・ブロディ     |
| アックス・モーガン   | 無敵の超人     | 1959年6月10日  | 201cm | 145kg | アメリカ | ハルク・ホーガン         |
| サンダー・龍         | 雷鳴戦士       | 1952年12月8日  | 185cm | 105kg | 日本     | 天龍源一郎               |
| ブレード・武者       | 妖忍者         | 1966年6月22日  | 188cm | 107kg | 日本     | グレート・ムタ           |
| マッド・タイガー     | 血に飢えた虎   | 1944年8月12日  | 190cm | 115kg | インド   | タイガー・ジェット・シン |
| ヒットマン・セイバー | 魔王の刺客     | 1960年2月8日   | 205cm | 172kg | アメリカ | ビッグバン・ベイダー     |
| 仁王田猛             | 炎のカリスマ   | 1958年11月25日 | 179cm | 108kg | 日本     | 大仁田厚                 |

隠しレスラー
- ザ・エリミネーター（ザ・デストロイヤー）
- 力皇斬（力道山）
- RJ・フェイズ（ルー・テーズ）
- カルロス・クラウザー（カール・ゴッチ）

## 移植版
| No. | タイトル                              | 発売日         | 対応機種 | 開発元     | 発売元   | メディア                              | 型式 | 備考 |
| --- | ------------------------------------- | -------------- | -------- | ---------- | -------- | ------------------------------------- | ---- | ---- |
| 1   | ファイヤープロレスリング3 Legend Bout | 2008年12月24日 | Wii      | ヒューマン | スパイク | ダウンロード （バーチャルコンソール） | -    |      |

## スタッフ
- ゲーム・デザイン：浅古大輔
- インフォメーション・プログラム：生山正明
- エディット&パスワード・プログラム：山田国広
- バトル・プログラム：柳田文樹
- エンディング・プログラム：高橋信哉
- レスラー・デザイン：菊池博
- インフォメーション・レスラー：田村季章
- インフォメーション&BG・デザイン：須山潔
- タイトル・デザイン：小野崎武
- 音楽：HELP
- オリジナル・ゲーム・デザイン：増田雅人、笹沢英昭
- スペシャル・サンクス：林徹、きたむらただあき、高岡謙次、渡辺肇、飯田和憲、天野亮司、冬柴慎一、阿部賢一、熊谷一幸、米山輝之、戸川浩明、矢野了也、もろほしたつのり、やなぎまちじゅんいち

## 評価
- ゲーム誌『ファミコン通信』の「クロスレビュー」では8・9・5・5の合計27点（満40点）[6]、『月刊PCエンジン』では75・85・80・85・80の平均81点（満100点）、『マル勝PCエンジン』では8・10・7・7の合計32点（満40点）、『PC Engine FAN』の読者投票による「ゲーム通信簿」での評価は以下の通りとなっており、23.03点（満30点）となっている[1]。また、この得点はPCエンジン全ソフトの中で90位（485本中、1993年時点）となっている[1]。

| 項目 | キャラクタ | 音楽 | 操作性 | 熱中度 | お買得度 | オリジナリティ | 総合  |
| 得点 | 4.02       | 3.18 | 3.95   | 4.39   | 3.82     | 3.68           | 23.03 |

- ゲーム本『プロレススーパーゲーム列伝』（2001年、ソニー・マガジンズ）では、本作の発売後わずか1ヶ月でスーパーファミコン用ソフト『『スーパーファイヤープロレスリング2』が発売されたために「最悪のタイミングで発売されてしまった」と発売時期の悪さを指摘、「本作をプレイしなかった人の多くは『スーパーファイプロ2』を購入するために本作の購入を控えた人だろう」と推測した[7]。しかし同書では本作は良作であると主張し、スーパーファミコン版と比較しても遜色ない出来であり、色数や音色ではスーパーファミコン版に及ばないが当時人気の高かったレスラーが登場している事や、エディットモードが搭載されている点などに関して称賛した[7]。